# Карл Вайзенбергер
Карл Франц Армін Вайзенбергер (нім. Karl Franz Armin Weisenberger; 20 вересня 1890, Вюрцбург — 28 березня 1952, Кемптен) — німецький воєначальник, генерал піхоти вермахту. Кавалер Лицарського хреста Залізного хреста.

## Біографія
У 1909 році вступив добровольцем в 9-й баварський піхотний полк «Вреде» Баварської армії. 26 жовтня 1911 був проведений в лейтенанти 20-го баварського піхотного полку «Принц Франц».
Брав участь у Першій світовій війні, після війни продовжив службу в німецькій армії. В 1934 році призначений командиром 21-го (баварського) піхотного полку Рейхсверу, а вже в 1935 році очолив Військову Академію.
Після початку Другої світової війни генерал Вайзенбергер 15 жовтня 1939 року був призначений командиром 71-ї піхотної дивізії, на чолі якої взяв участь у Французькій кампанії. 15 лютого 1941 року генерал Вайзенбергер був призначений командувачем 53-м армійським корпусом. Учасник німецько-радянської війни, корпус під його командуванням у складі групи армій «Центр» наступав по території Білорусії, потім взяв участь у битві за Москву.
29 листопада 1941 року Вайзенбергер отримав під своє командування 36-й гірський корпус, який вів бойові дії в Карелії спільно з фінами в складі 20-ї гірської армії під керівництвом спершу генерал-полковника Едуарда Дітля, а потім — генерал-полковника Лотара Рендуліча.
Генерал Вайзенбергер очолював корпус до 10 серпня 1944 року, після чого був переведений в резерв фюрера. Однак вже 15 серпня 1944 року він змінив генерала Моріца фон Вікторіна на посаді командувача 13-м військовим округом в Нюрнберзі.

## Нагороди
- Медаль принца-регента Луїтпольда з короною (6 березня 1911)
- Залізний хрест
  - 2-го класу (23 вересня 1914)
  - 1-го класу (4 травня 1915)
- Орден «За заслуги» (Баварія) 4-го класу
  - з мечами (12 грудня 1914)
  - з мечами і короною (23 липня 1917)
- Нагрудний знак «За поранення» в сріблі
- Почесний хрест ветерана війни з мечами
- Медаль «За вислугу років у Вермахті» 4-го, 3-го, 2-го і 1-го класу (25 років)
- Застібка до Залізного хреста 2-го і 1-го класу
- Лицарський хрест Залізного хреста (29 червня 1940)
- Медаль «За зимову кампанію на Сході 1941/42»
- Орден Хреста Свободи 1-го класу з мечами (Фінляндія)
- Німецький хрест в золоті (13 серпня 1944)